# Доктор Хто (сезон 1, 1963)
Перший сезон британського науково-фантастичного телесеріалу «Доктор Хто» розпочався 23 листопада 1963 року з виходом серії Неземне дитя, а закінчився 12 вересня наступного року після показу Панування терору. Серіал транслювався на телеканалі BBC TV.
Сезон представляє Вільяма Гартнелла в ролі першого втілення Доктора — іншопланетянина, що подорожує в часі та просторі на своїй ТАРДІС, яка зовні виглядає як поліцейська будка, а всередині набагато більша. Керол Енн Форд зіграла С'юзан Форман, внучку Доктора та його вірного супутника у мандрівках, поряд з своїми вчителями — Барбарою Райт (Жаклін Гілл) та Ієна Честертона (Вільям Рассел). Впродовж сезону команда подорожує в минуле та в майбутнє. Епізоди про минуле мали на меті ознайомити глядача з історичними подіями, такими як: період цивілізації ацтеків і Французька революція. Історії про майбутнє були фантастичнішими та сконцентрованими на емоційній складовій.

## Склад акторів

### Основний
- Вільям Гартнелл в ролі Першого Доктора.
- Керол Енн Форд в ролі С'юзан Форман.
- Жаклін Гілл в ролі Барбари Райт.
- Вільям Рассел в ролі Ієна Честертона.

Актор Вільям Гартнелл став першим виконавцем ролі Доктора — головного героя серіалу, прибульця та мандрівника в часі та просторі. Пізніше був введений термін регенерації для раси Доктора, що дозволяє йому після сильного поранення змінювати свій облік, тому втілення у виконанні Вільяма Гартнелла отримало назву Перший Доктор. З ним подорожують троє вірних супутників — його онука С'юзан Форман (Керол Енн Форд) та шкільні вчителі Барбара Райт (Жаклін Гілл) і Ієн Честертон (Вільям Рассел).

## Епізоди
| Номер | Назва                                           | Код | Епізоди | Сценарист                   | Режисер                        | Дата виходу в ефір                                                                                         |
| ----- | ----------------------------------------------- | --- | --- | --------------------------- | ------------------------------ | --- |
| 001   | Неземне дитя (англ. An Unearthly Child)         | A   | «Неземне дитя» (англ. An Unearthly Child) «Печера черепів» (англ. The Cave of Skulls) «Ліс страху» (англ. The Forest of Fear) «Творець вогню» (англ. The Firemaker) | Ентоні Коберн і С.Е. Веббер | Воріс Хуссейн                  | 23 листопада 1963 30 листопада 1963 7 грудня 1963 14 грудня 1963                                           |
| 002   | Далеки (англ. The Daleks)                       | B   | «Мертва планета» (англ. The Dead Planet) «Вцілілі» (англ. The Survivors) «Втеча» (англ. The Escape) «Засада» (англ. The Ambush) «Експедиція» (англ. The Expedition) «Випробування» (англ. The Ordeal) «Порятунок» (англ. The Rescue) | Террі Нейшн                 | Річард Мартін і Крістофер Бері | 21 грудня 1963 28 грудня 1963 4 січня 1964 11 січня 1964 18 січня 1964 25 січня 1964 1 лютого 1964         |
| 003   | Межа руйнування (англ. The Edge of Destruction) | C   | «Межа руйнування» (англ. The Edge of Destruction) «Край лиха» (англ. The Brink of Disaster) | Девід Вітейкер              | Річард Мартін і Френк Кокс     | 8 лютого 1964 15 лютого 1964                                                                               |
| 004   | Марко Поло (англ. Marco Polo)                   | D   | «Дах світу» (англ. The Roof of the World) «Співочі піски» (англ. The Singing Sands) «П'ятсот очей» (англ. Five Hundred Eyes) «Стіна брехні» (англ. The Wall of Lies) «Вершник із Шанду» (англ. Rider from Shang-Tu) «Могутній Хубілай-Хан» (англ. Mighty Kublai Khan) «Убивця в Пекіні» (англ. Assassin at Peking) (усі епізоди втрачено) | Джон Лукаротті              | Воріс Хуссейн                  | 22 лютого 1964 29 лютого 1964 7 березня 1964 14 березня 1964 21 березня 1964 28 березня 1964 4 квітня 1964 |
| 005   | Ключі Марінуса (англ. The Keys of Marinus)      | E   | «Море смерті» (англ. The Sea of Death) «Оксамитова мережа» (англ. The Velvet Web) «Верескливі джунглі» (англ. The Screaming Jungle) «Сніги жаху» (англ. The Snows of Terror) «Смертний вирок» (англ. Sentence of Death) «Ключі Марини» (англ. The Keys of Marinus)                                                                        | Террі Нейшн                 | Джон Горрі                     | 11 квітня 1964 18 квітня 1964 25 квітня 1964 2 травня 1964 9 травня 1964 16 травня 1964                    |
| 006   | Ацтеки (англ. The Aztecs)                       | F   | «Храм зла» (англ. The Temple of Evil) «Воїни смерті» (англ. The Warriors of Death) «Наречена для жертвоприношення» (англ. The Bride of Sacrifice) «День темряви» (англ. The Day of Darkness) | Джон Лукаротті              | Джон Крокетт                   | 23 травня 1964 30 травня 1964 6 червня 1964 13 червня 1964                                                 |
| 007   | Сенсорити (англ. The Sensorites)                | G   | «Незнайомці у просторі» (англ. Strangers in Space) «Воїни мимоволі» (англ. The Unwilling Warriors) «Прихована загроза» (англ. Hidden Danger) «Боротьба зі смертю» (англ. A Race Against Death) «Викрадення» (англ. Kidnap) «Відчайдушний захід» (англ. A Desperate Venture)                                                               | Пітер Р. Н'юман             | Мервін Пінфілд і Френк Кокс    | 20 червня 1964 27 червня 1964 11 липня 1964 18 липня 1964 25 липня 1964 1 серпня 1964                      |
| 008   | Панування терору (англ. The Reign of Terror)    | H   | «Земля страху» (англ. A Land of Fear) «Гості мадам Гільйотини» (англ. Guests of Madame Guillotine) «Зміна особистості» (англ. A Change of Identity) «Тиран із Франції» (англ. The Tyrant of France) «Необхідна угода» (англ. A Bargain of Necessity) «Полонені Конс'єржери» (англ. Prisoners of Conciergerie) (епізоди 4 і 5 втрачено)    | Денніс Спунер               | Генрік Хірш і Джон Горрі       | 8 серпня 1964 15 серпня 1964 22 серпня 1964 29 серпня 1964 5 вересня 1964 12 вересня 1964                  |

## Втрачені епізоди
- Марко Поло. 7 із 7 частин є втраченими. Скорочену 30-хвилинну реконструкцію серії створив Дерек Гендлі і вона вийшла 2006 року.[1]
- Панування терору. Четверта і п'ята частини із шести також є втраченими. 2 Entertain випустив серію на DVD у 2013 році, включаючи анімації втрачених частин, виготовлені Theta Sigma та Big Finish Productions.[2]

## Сприйняття

### Рейтинг
Убивство президента США Джона Кеннеді затьмарило показ першої серії серіалу, саме тому її повторили через тиждень (30 листопада) перед виходом другої. Першу серії переглянули 4,4 мільйони глядачів (9,1% усієї глядацької аудиторії каналу), під час повтору її переглянули вже близько 6 мільйонів. Марк Боулд стверджує, що невтішна реакція аудиторії на серіал та великі витрати на виробництво спонукали керівництво BBC закрити проєкт, поки далеки, введені у другій серії, не стали популярними серед глядачів. Перші два епізоди серії Далеки переглянули 6,9 і 6,4 мільйонів людей. До третього епізоду поширилися новини про далеків, тому його вже дивились 8,9 мільйонів. Наступні два тижні кількість глядачів епізодів зросла ще на мільйон, а останні два привернули увагу 10,4 мільйонів. Наступні серії мали відносно однакову аудиторію, Межа руйнування отримала 10,4 та 9,9 мільйонів глядачів, а Марко Поло в середньому підтримував 9,47 мільйонів.
Четверта частина Ключів Марінуса привернула увагу 10,4 мільйона глядачів, але наступного тижня аудиторія знизилась на 2,5 мільйона глядачів, а шоста частина — ще мільйон. Спад глядачів шостого епізоду був пов'язаний з відсутністю програми Juke Box Jury, яка слідкувала за «Доктором Хто». Ацтеки підтримували ці показники, в середньому 7,5 мільйонів глядачів протягом чотирьох епізодів. Третій епізод Ацтеків став першим за історію шоу, що потрапив в топ-20 таблиць вимірювання аудиторії BBC. Аудиторія четвертого та п'ятого епізодів Сенсоритів зменшилась до 5,5 і 6,9 мільйона глядачів відповідно, але, тим не менш, серіал залишався найбільш рейтинговим шоу BBC в північному регіоні BBC за відповідний тиждень. Панування терору отримало меншу аудиторію, ніж попередні серії через тепліші вихідні, в середньому близько 6,7 мільйонів глядачів, але все ж зберегло позицію в рамках 40 найкращих шоу за тиждень.